# زنگ اول
زنگ اول فیلمی به کارگردانی نظام فاطمی و نویسندگی شاپور قریب محصول سال ۱۳۶۳ است.

## بازیگران
- جلال مقامی
- محبوبه بیات
- گوهر گلکار
- بی بی علیپور
- عباس کریم خانی
- سید محسن وزیری
- شپیل زاده
- عزیز چینی فروش
- مرتضی شیرمحمدی
- علیرضا فرهی
- منوچهر سرلک
- رضا رضوانی
- حسین خانی بیک
- حسین کریم خانی
- محمد کریم خانی